# 茨城交通那珂湊営業所
茨城交通那珂湊営業所（いばらきこうつうなかみなとえいぎょうしょ）は、茨城県ひたちなか市釈迦町に位置する茨城交通の営業所。一般路線バスを運行するほか、大洗町のコミュニティバス「大洗循環バス」も受託運行している。

## 現行路線

### 一般路線
- 5：勝田駅前 - 金上駅前 - 三反田 - 湊大橋 - 那珂湊駅
- 12：茨大前営業所 - 栄町 - 大工町 - 水戸駅
- 28：茨大前営業所 - 栄町 - 大工町 - 水戸駅 - 三高下 - 東台 - 浜田営業所 - 大野 - 小泉 - 那珂湊駅 - 殿山 - 平磯中学校下 - 磯前神社 - 阿字ヶ浦駅
- 28：茨大前営業所 - 栄町 - 大工町 - 水戸駅 - 三高下 - 本町/東台 - 浜田営業所 - 大野 - 小泉 - 那珂湊駅 - 殿山 - 平磯中学校下
- 28：茨大前営業所 - 栄町 - 大工町 - 水戸駅 - 三高下 - 本町/東台 - 浜田営業所 - 大野 - 小泉 - 那珂湊駅
- 28：那珂湊駅 - 殿山 - 平磯中学校下
- 50：茨大前営業所 - 栄町 - 水戸駅 - 三高下 - 本町 - 六反田 - 磯浜新道 - 大洗海岸 - アクアワールド大洗 - 那珂湊駅
- 50：茨大前営業所 - 栄町 - 水戸駅 - 三高下 - 本町 - 六反田 - 磯浜新道 - 大洗海岸 - アクアワールド大洗
- 52：茨大前営業所 - 栄町 - 水戸駅北口 - 三高下 - 本町 - 浜田幼稚園前 - 東前団地中央 - 大串公園
- 52：水戸駅北口 - 三高下 - 本町 - 浜田幼稚園前 - 東前団地中央 - 大串公園
- 53：茨大前営業所 - 栄町 - 水戸駅 - 三高下 - 本町 - 酒門 - 元石川団地 - 水戸南インター - 常陸の杜中央
- 55：水戸駅 - 三高下 - 本町 - 水戸中央病院 - 百合が丘団地 - 元石川団地 - 水戸南インター - 常陸の杜中央
- 那珂湊駅 - 大洗海岸 - 磯浜新道 - 大洗駅 - 大貫 - 大洗高校
- 那珂湊駅 - 十三奉行 - 阿字ヶ浦駅
- 稲荷第一小学校前 - 塩ヶ崎 - 越堀

### コミュニティバス

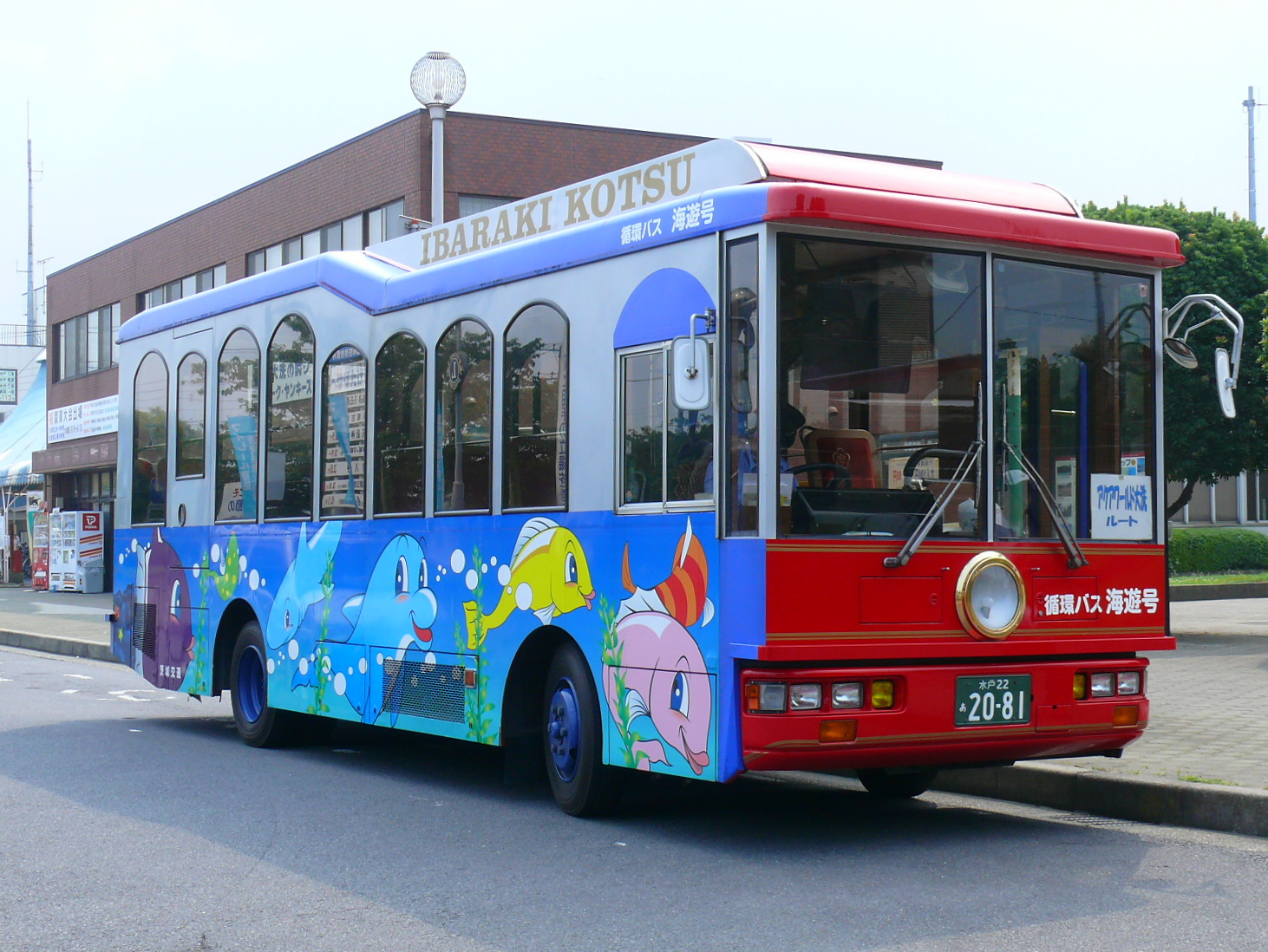
大洗循環バス
「海遊号」初代車両（2007年8月）

- 大洗循環バス[1]

## 廃止路線
- 常澄駅 - 湊大橋 - 那珂湊駅
- 大洗駅 - 大洗高校 - 夏海十文字 - 樅山 - 新鉾田駅
- 53：茨大前営業所 - 栄町 - 水戸駅 - 三高下 - 本町 - 酒門 - 元石川団地 - 下入野 - 下石崎秋の月 - 宮前入口 - 涸沼 - 明光中学校
- 53：茨大前営業所 - 栄町 - 水戸駅 - 三高下 - 本町 - 酒門 - 元石川団地 - 下入野 - 下石崎秋の月 - 宮前入口
- 53：茨大前営業所 - 栄町 - 水戸駅 - 三高下 - 本町 - 酒門 - 元石川団地 - 下入野 - 下石崎秋の月
- 7：阿字ヶ浦駅 - 磯前神社前 - 平磯中学校下 - 殿山 - 那珂湊駅 - 塩ヶ崎 - 六反田 - 東台 - 日赤入口 - 水戸駅 - 大工町 - 自由が丘 - 国立病院前 - 茨大前営業所
- 那珂湊駅 - 塩ヶ崎 - 下入野 - 大洗高校 - 舟渡 - 大貫海岸 - 大洗海岸
- 那珂湊駅 - 塩ヶ崎 - 下入野 - 涸沼 - 明光中学校
- 那珂湊駅 - 十三奉行十文字 - 部田野 - 田宮原 - 那珂湊駅
- 那珂湊駅 - 泉町 - 八幡上
- 那珂湊駅 - 水産加工団地 - 平磯中前 - 阿字ヶ浦駅
- 那珂湊駅 - 平磯南町 - 平磯駅 - 馬渡十文字 - 横並木入口 - 横並木 - 佐和駅 - 稲田十文字 - 上菅谷駅